# Jak and Daxter: The Precursor Legacy
Pour les articles homonymes, voir Jak and Daxter.
Jak and Daxter: The Precursor Legacy est un jeu vidéo de plates-formes, développé par Naughty Dog et édité par Sony Computer Entertainment en 2001 sur PlayStation 2. C'est le premier épisode de la série Jak and Daxter.
En 2012, le jeu a été remastérisé en haute définition et porté dans une compilation disponible sur PlayStation 3 puis en 2013 sur PlayStation Vita : The Jak and Daxter Trilogy. Le jeu est ensuite porté sur Playstation 4, dans un premier temps seul, le 27 août 2017 mais également dans un pack comprenant tous les jeux de la série le 6 décembre 2017.

## Histoire

### Personnages
Les deux protagonistes sont Jak, un garçon de 15 ans silencieux, et son meilleur ami, Daxter (Max Casella), qui se transforme au début du jeu en « beloutre », une sorte de chimère de couleur orange et poilu ressemblant à un mélange entre une belette et une loutre. Ils vivent avec le Sage Vert Samos Hagaï (Warren Burton), qui maîtrise l'Eco verte et qui est également le père de Keira (Anna Garduño). L'Eco est une énergie qui prédomine le monde et qui a été créée par une ancienne race connue sous le nom de Précurseurs. Il existe six formes d'Eco, la Blanche, la Noire, la Verte, la Bleue, la Jaune et la Rouge, possédant chacune différentes propriétés.
Les principaux antagonistes sont les « Lurkers », des créatures menées par Gol Acheron (Dee Snider) dit le Sage Noir, et sa sœur, Maïa (Jennifer Hagood), qui ont tous deux été corrompus par l'Eco noire qu'ils étudiaient. Leur but et d'ouvrir un silo géant rempli d'Eco noire et de l'utiliser pour modeler l'univers à leur image. Les autres personnages sont les Sages Bleu (John Di Crosta), Rouge (Sherman Howard) et Jaune (Jason Harris), qui maîtrisent chacun l'Eco dont ils ont pris le nom ; les villageois du Village des Sables comprenant le maire (Bob Hastings), l'oncle (Jack Harter), le fermier (William Minkin), le sculpteur (David Herman) et la Dame aux Oiseaux (Laurie Fraser) ; les habitants du Village de Pierre comprenant le parieur (Brain Peck), le guerrier (Marc Worden), la géologue (Carole Ruggier) ainsi que Boggy Billy (David Herman) qui vit dans une cabane dans le marais avoisinant ; Gordy (Paul Parducci) et Willard (Alan Blumenfeld) minant dans le Cratère Volcanique ; et le Pêcheur (Kevin Conroy) qui se trouve dans la Forêt interdite. Il y a également trois oracles (Michael Gollom) ayant la forme de statues Précurseurs.

### Histoire
Jak et Daxter sont deux amis vivant dans le Village des Sables. Un jour, alors qu'ils se rendent sur l’Île de la Brume, bravant ainsi l'interdiction du Sage vert Samos Hagaï, ils observent un rassemblement de Lurkers — monstres se rapprochant des gorilles qui deviendront les principaux ennemis des deux compères tout au long du jeu. Les deux amis décident alors de prendre la fuite et prennent le chemin du retour, lorsque Daxter tombe dans un puits contenant de l'Éco noire et se transforme en « beloutre », sorte de chimère de couleur orange et poilu ressemblant à un mélange entre une belette et une loutre.
De retour au Village des Sables, Samos, informé de la situation, leur explique alors que seul le Sage Gol Acheron, expert en Éco noire, est capable de rendre à Daxter sa forme originale, mais que ce Gol vit loin du village, vers le Nord. De plus, les portails de téléportation, permettant un voyage rapide entre les demeures des Sages, semblent tous fermés, ce qui ne laisse d'autre choix que d'emprunter la route, sur un trajet difficile et parsemé d'embûches. Commence alors pour Jak un long voyage avant la guérison de son ami.
La première étape de ce voyage emmènera Jak vers le Village de Pierre, où réside le Sage Bleu. Pour s'y rendre, il faudra passer par le Canyon de Feu qui sépare les deux villages traversés, ce qui sera fait à bord d'un véhicule volant, nommé Zoomer Anti-GraV, conçu par la fille de Samos, Keira. Une fois sur place, Jak découvre que le Sage Bleu a disparu, et il est informé de la menace qui plane sur le paisible village : un Lurker géant, nommé Klaww, envoie continuellement des rochers enflammés sur les habitations, et semble déterminé à ne laisser derrière lui qu'un champ de ruines. Jak finira finalement par battre ce monstre, mettant ainsi fin au cauchemar des villageois.
Le périple continuant, le duo se dirige vers le Cratère Volcanique, où le Sage Rouge a élu domicile. Ils apprennent alors que tous les Sages, à l'exception de Samos, ont été capturés par les commandants des Lurkers, qui s'avèrent être Gol et sa sœur jumelle Maïa, les seuls capables de soigner Daxter de sa métamorphose. Les deux compères continuent alors leur voyage, décidés à mettre un terme aux agissements de Gol et Maïa, et arrivent au laboratoire du Sage Jaune après avoir passé le Canal Lavique, rejoints par Keira, une fois le portail de téléportation du Sage Jaune remis en état de marche. Elle leur apprend alors la nouvelle de l'enlèvement de son père Samos, qui a donc rejoint les trois autres Sages dans leur captivité.
Enfin, la dernière étape de leur voyage mène nos héros à l'intérieur de la citadelle de Gol et Maïa, où Jak parvient à délivrer tous les Sages de leur emprisonnement. Ils y trouvent également des silos remplis d'Éco noire, que Gol s'apprêtait apparemment à déverser sur le monde. Cependant, grâce aux pouvoirs des quatre sages réunis et à l'Éco de lumière que les silos d'Éco (jaune, rouge, bleu et vert) ont créé, Jak put finalement porter un coup fatal à Gol et à sa sœur Maïa, et mettre un terme à leurs funestes desseins, mais condamnant Daxter à rester un animal.
Si le joueur obtient cent piles d'énergie, une porte s'ouvre et de la lumière en sort (il y a cent-une piles d'énergie, mais une a été jugée trop difficile lors de tests).
On saura ce qui se cache derrière cette porte au début du second opus, Jak II : Hors-la-loi.

## Système de jeu
Jak and Daxter: The Precursor Legacy est un jeu de plates-formes dans la lignée de Crash Bandicoot, créé par la même équipe de développement, à savoir Naughty Dog.
Le joueur contrôle Jak, et dispose d'un double saut, ainsi que de la capacité à donner des coups de poing, ou de faire la toupie, mouvement emblématique de la série Crash Bandicoot. Jak peut également rouler, ramper et nager, bien que les mers soient rendues très dangereuses par la présence de poissons carnivores voraces.
D'autres phases de jeu sont disponibles au cours de l'aventure, comme des trajets en engins volants (le Zoomer Anti-GraV) ou sur le dos d'un gros oiseau nommé Flut-Flut.

## Développement
Le développement du jeu a commencé en janvier 1999 sous le nom de code « Project Y ». Il y avait initialement uniquement deux programmeurs sur le projet, le reste de l'équipe s'occupant du jeu Crash Team Racing (1999). Il devait au départ y avoir un troisième personnage principal, une créature qui servirait d'animal de compagnie et qui évoluerait comme un Tamagochi. Suivant la façon de jouer du joueur, la créature grandirait différemment.
Pour Jason Rubin, faire de Jak un héros muet permet aux joueurs de mieux s'impliquer dans le personnage, citant dans un premier temps la popularité des personnages silencieux dans les jeux de l'époque puis le rôle titre des jeux Gex dont l'humour a repoussé plusieurs joueurs. Pour concevoir Daxter, l'une des principales inspirations est le personnage Mushu du film Mulan (1998) des studios Disney.

## Postérité
Pour son 35e anniversaire, Naughty Dog a annoncé que les recettes des rééditions physiques des jeux Jak and Daxter, développés en collaboration avec Limited Run Games pour la PlayStation 4, seront intégralement données à des associations caritatives.